# 埃米利奥·伦吉
埃米利奥·伦吉（義大利語：Emilio Lunghi，1887年3月16日—1925年9月27日），意大利男子田径运动员，主攻中距离赛跑。他曾代表意大利参加1908年和1912年夏季奥林匹克运动会田径比赛，获得男子800米银牌。